# Europlanet
Die Europlanet Society ist ein Netzwerk europäischer Planetenwissenschaftler. Europlanet wird seit 2005 von der Europäischen Union gefördert, um die wissenschaftliche Infrastruktur in den Bereichen Planetologie und Sonnensystemforschung innerhalb Europas zu vernetzen. Zu den gesetzten Projektzielen gehört: Kollaborationen zwischen den Wissenschaftlern voranzutreiben, die Ergebnisse auf einer offenen Plattform auszutauschen sowie neue Raumfahrtmissionen zu unterstützen. Europlanet soll dabei den Austausch der nationalen Wissenschaftsprojekte auf europäischer Ebene organisieren.

## Geschichte
Das European Planetology Network (EuroPlaNet) wurde durch das 6. EU-Forschungsrahmenprogramm bewilligt und erhielt Fördermittel von 2005 bis 2008, damit es die Forschung in Europa strukturieren kann. Anfangs beteiligten sich Wissenschaftler aus 50 europäischen Laboratorien, die vorwiegend in die Mission Cassini-Huygens involviert waren. Während der vier Jahre erweiterte sich der Kreis um weitere Raumfahrtprojekte, die zum Mars, zur Venus und zu den Kometen führten. EuroPlaNet zielte darauf ab, die Gemeinschaft der Planetologen zu vereinen, Konferenzen (European Planetary Science Congress) zu veranstalten sowie die wissenschaftlichen Ergebnisse der Öffentlichkeit zugänglich zu machen. Ein weiteres Ziel war die Förderung junger Wissenschaftler.
Im 7. Rahmenprogramm der EU wurde das Projekt verlängert und trat ab Januar 2009 in eine zweite Phase ein, die sogenannte Europlanet Research Infrastructure (RI). Diese bündelt die Vernetzungsaktivitäten und entwickelt eigene Programme. 
Im EU-Förderprogramm Horizont 2020 wurde die Europlanet 2020 Research Infrastructure (RI) zwischen 2015 und 2019 gefördert, gefolgt von der Europlanet 2024 Research Infrastructure von 2020 bis 2024, um weiterhin freien Zugang zu der weltgrößten Sammlung an planetaren Simulations- und Analyseeinrichtungen zu gewährleisten. An der Europlanet 2024 RI sind 53 teilnehmende Institute aus 21 Ländern aus Europa und der ganzen Welt sowie 44 affiliierte Partner beteiligt. 

## Zielsetzungen
Europlanet soll die vorhandenen Möglichkeiten der Planetologen in Europa zusammenführen, z. B. Labornutzung, Institute, Raumfahrtaktivitäten, Veröffentlichungen oder Personal. Die Wissenschaftler sollen einen einfacheren Zugang zu den unterschiedlichen Arbeitsstätten erhalten. Auch Informationen, wissenschaftliche Daten und Software sollen online abrufbar sein.
Ein weiteres Merkmal von Europlanet ist ihre Aufteilung in „nationale Knoten“. Die nationalen Aktivitäten in der Planetologie bieten die Möglichkeit, Schlüsselziele zu definieren und neue Ideen wie auch Personal auszutauschen. Auf diese Weise sollen die fachlichen Bedürfnisse der Labore und Institute besser aufeinander abgestimmt werden. Über einen sogenannten TransNational Access kann dies auch europaweit durchgeführt werden.
Zusätzlich werden die Ergebnisse und Erfahrungen veröffentlicht, so dass sowohl die Wissenschaft, die Industrie, die Raumfahrtbehörden als auch die Öffentlichkeit davon profitieren.

## Gründung der Europlanet Society
Um ein nachhaltiges europäisches Netzwerk der Planetenwissenschaften sicherzustellen, gründete sich in 2018 die Europlanet Society. Die starke Vernetzung zwischen der Society und dem jährlich stattfindenden EPSC Congress ist seit 2020 durch die Namensänderung zum Europlanet Science Congress (EPSC) erkennbar. 